# Nafisa Muminova
Nafisa Muminova est une joueuse d'échecs ouzbèke née le 1er février 1990, grand maître international féminin depuis 2013.
Au 1er mai 2023, elle est la deuxième joueuse ouzbèke avec un classement Elo de 2 226 points.

## Biographie et carrière
Nafisa Muminova a remporté le championnat féminin d'Ouzbékistan à trois reprises : en 2008, 2009 et 2011. En 2013, elle devient la première joueuse ouzbèke à obtenir le titre de grand maître international féminin.
Nafisa Muminova représenta l'Ouzbékistan lors de quatre olympiades d'échecs féminines : en 2008, 2010, 2012 (6 points sur 10) et 2016 (6,5 points sur 11). Elle jouait à chaque fois au premier échiquier et l'équipe ouzbèke finit quinzième de la compétition en 2012.
Elle a joué au premier échiquier de l'équipe féminine d'Ouzbékistan lors des championnats du monde féminins de 2008 (battue battue par Tatiana Kosintseva au premier tour après avoir remporté le tournoi zonal féminin de Tachkent en 2007) et 2010 (battue par Zhu Chen au premier tour après avoir remporté le tournoi zonal féminin de Tachkent en 2009).
En 2016, elle remporta la médaille d'argent par équipe au championnat d'Asie d'échecs des nations (elle battit notamment la Chinoise Ju Wenjun au premier échiquier).
En 2013-2014, elle disputa les quatre derniers tournois du Grand Prix FIDE féminin (Tachkent 2013, Khanty-Mansiïsk 2014, Lopota 2014 et Sharjah 2014).